# Afrikansk hornuggla
Afrikansk hornuggla (Asio abyssinicus) är en fågel i familjen ugglor inom ordningen ugglefåglar.

## Utseende och läte
Afrikansk hornuggla är en medelstor uggla med tydliga örontofsar, orangefärgade ögon och brunt ansikte. Bröstet är kraftigt streckat och buken tvärbandad. Den är mycket lik hornugglan, men är större med kraftigare näbb och ben. Undersidan är också mer schackmönstrad och fjäderdräkten generellt mörkare. Arten är vidare mindre, brunare och slankare än fläckuv, med längre örontofsar. Lätet är ett utdraget djupt hoande.

## Utbredning och systematik
Afrikansk hornuggla delas in i två underarter:
- Asio abyssinicus abyssinicus – förekommer i högländer i Eritrea och Etiopien
- Asio abyssinicus graueri – förekommer i Ruwenzoribergen (nordöstra Demokratiska republiken Kongo och sydvästra Uganda), Mt. Kabobo (östra Demokratiska republiken Kongo) och Mt. Kenya i Kenya.

## Levnadssätt
Afrikansk hornuggla hittas mycket lokalt i bergsmiljöer. Den ses i skog, hed och ibland även öppet landskap.

## Status
Arten har ett stort utbredningsområde och beståndet anses vara stabilt. Internationella naturvårdsunionen IUCN listar den därför som livskraftig (LC).